# エゾキンチャク
エゾキンチャク（蝦夷巾着、学名: Swiftopecten swiftii）はイタヤガイ科エゾキンチャク属に分類される二枚貝である。

## 生態
殻高は10.5センチメートル、殻長は9.5センチメートル程度に成長し、形状は扇形で、上側（右殻）は下側よりはやや平らで、殻頂の前後に耳状突起がある。 また貝殻表面から成長線を確認することができる。成貝の色は紫色で、下側は上側よりも色が淡く、しばしば白色を呈する。 稚貝は橙色または桃色で白い斑点や縞模様となる。

## 形態
一般に二枚貝は貝殻の形態に雌雄の違いがないとされるが、本種の殻形態には例外的に性的二型が知られている。メスはより大きな生殖巣を有しており、殻の内側の容積を広く確保するため、オスに比べてより大きな成長線の凹凸が生じる。

## 分布
国内では東北地方北部、北海道、国外では、日本海北部、南千島、樺太の亜庭湾沿岸などの硬い海底（石、礫）などに固着する。

## 利用
食用であるものの、養殖や大規模採取などは行われておらず、市場に出回るものは大概ホタテ漁で混獲されたものである。